# Frank Saul
Frank Benjamin Saul Jr. (West Orange, Nueva Jersey, 16 de febrero de 1924-East Hanover, Nueva Jersey, 7 de noviembre de 2019) fue un baloncestista estadounidense que disputó 6 temporadas en la NBA, ganando el anillo de campeón en 4 ocasiones. Con 1,88 metros de estatura, jugaba en la posición de escolta. 
Fue uno de los cuatro jugadores de la historia, junto con Steve Kerr, Patrick McCaw y Danny Green en ganar dos campeonatos consecutivos en dos equipos diferentes.

## Trayectoria deportiva

### Universidad
Jugó durante cuatro temporadas con los Pirates de la Universidad Seton Hall, liderando al equipo en anotación en las tres últimas, con 301, 304 y 319 puntos respectivamente.

### Profesional
Fue elegido en la décima posición del Draft de la BAA de 1949 por Rochester Royals, equipo con el que ganaría su primer anillo de campeón de la NBA en la temporada 1950-51, al batir en la final a New York Knicks por 4 a 3. Al año siguiente fue traspasado a Baltimore Bullets, quienes a su vez lo traspasaron mediada la temporada a Minneapolis Lakers, un equipo con grandes jugadores como George Mikan, Vern Mikkelsen o Jim Pollard con los que conseguiría tres títulos más de campeón consecutivos.
En 1954 fue traspasado a Milwaukee Hawks a cambio de Don Sunderlage, equipo con el que jugó una temporada para posteriormente retirarse, a los 30 años de edad. En el total de su carrera promedió 5,6 puntos y 2,0 rebotes por partido.

## Estadísticas de su carrera en la NBA
|  | Denota temporadas en las que ganó un campeonato de la NBA |
|  | Líder de la liga                                          |

### Temporada regular
| Año     | Equipo      | PJ  | MPP  | TC%  | TL%  | RPP | APP | PPP |
| ------- | ----------- | --- | ---- | ---- | ---- | --- | --- | --- |
| 1949–50 | Rochester   | 49  | —    | .404 | .723 | —   | .6  | 3.7 |
| 1950–51 | Rochester   | 63  | —    | .339 | .686 | 1.3 | 1.0 | 4.3 |
| 1951–52 | Baltimore   | 39  | 18.5 | .339 | .800 | 2.2 | 2.0 | 5.6 |
| 1951-52 | Minneapolis | 25  | 30.4 | .389 | .763 | 3.2 | 2.7 | 8.6 |
| 1952–53 | Minneapolis | 70  | 25.7 | .397 | .710 | 2.0 | 1.6 | 7.4 |
| 1953–54 | Minneapolis | 71  | 25.4 | .347 | .753 | 2.2 | 2.0 | 6.4 |
| 1954–55 | Milwaukee   | 65  | 17.5 | .317 | .772 | 2.1 | 1.6 | 4.4 |
| Total   | Total       | 384 | 23.0 | .360 | .739 | 2.0 | 1.6 | 5.6 |

### Playoffs
| Año   | Equipo      | PJ | MPP  | TC%  | TL%  | RPP | APP | PPP  |
| ----- | ----------- | -- | ---- | ---- | ---- | --- | --- | ---- |
| 1950  | Rochester   | 2  | —    | .538 | .800 | —   | 2.0 | 9.0  |
| 1951  | Rochester   | 9  | —    | .333 | .500 | .3  | .7  | 1.0  |
| 1952  | Minneapolis | 13 | 40.8 | .463 | .729 | 2.8 | 3.5 | 11.3 |
| 1953  | Minneapolis | 12 | 24.8 | .419 | .727 | 2.3 | 1.5 | 7.2  |
| 1954  | Minneapolis | 13 | 17.5 | .353 | .735 | 2.1 | 1.1 | 4.7  |
| Total | Total       | 49 | 27.7 | .428 | .730 | 2.0 | 1.8 | 6.6  |